# チェーザレ・ボルジア
ヴァレンティーノ公チェーザレ・ボルジア（イタリア語: Cesare Borgia, duca di Valentino 発音: [ˈtʃɛzare ˈbɔrdʒa]、スペイン語: César Borgia（セサル・ボルヒア）またはCésar Borja（セサル・ボルハ）、バレンシア語：Cèsar Borja、1475年9月13日（14日説有） - 1507年3月12日）は、アラゴン（スペイン）系イタリア人の枢機卿、傭兵隊長（コンドッティエーレ）であり、その権力闘争はニッコロ・マキャヴェッリの『君主論』に大きなインスピレーションを与えた。教皇アレクサンデル6世の庶子であり、スペイン・アラゴン系のボルジア家の一員であった。
当初は教会に入り、父の教皇選出により枢機卿の地位を得たが、兄の死後である1498年には枢機卿を初めて辞任した人物となった。1500年頃からフランス国王ルイ12世のコンドッティエーレを務め、イタリア戦争ではミラノとナポリを占領した。同時に、中央イタリアに自らの国家を切り開いたが、父の死後、長く権力を維持することはできなかった。マキャヴェッリによれば、それは彼に先見の明がなかったからではなく、新たな教皇の選択を誤ったためであった。

## 生涯

### 幼年・青年期
ロドリーゴ・ボルジアとヴァノッツァ・カタネイの子としてローマで生まれた。チェーザレの同腹の妹弟としてフアン、ルクレツィア、ホフレ、異母兄としてペドロ・ルイスらが知られている。また、ミケランジェロ・ブオナローティやジョヴァンニ・デ・メディチ（後の教皇レオ10世）がチェーザレと同じ1475年にイタリアで誕生している。
チェーザレの幼年期より、ロドリーゴは枢機卿にまで昇進し、ボルジア家の発祥の地でもあったスペイン・バレンシアではガンディア公位をペドロ・ルイスが承継していたものの、チェーザレは父の目の届くローマで暮らし、やがてピサやペルージャの大学で法律等を学んだ。そのいっぽうで狩猟や武芸全般にも精を出した。チェーザレは灰色の目及びオレンジ色の髪の毛を持つ大変な美男子だったといわれ、後にマキャヴェッリも「容姿ことのほか美しく堂々とし、武器を取れば勇猛果敢であった」とチェーザレの印象を書き残している。
チェーザレはロドリーゴの力添えにより、幼少の頃から以下の教会内要職を歴任した。
- 1483年3月、教皇庁書記長
- 1483年7月、バレンシア大聖堂司教座聖堂参事会員
- 1483年8月、ガンディア司祭他
- 1484年9月、カルタヘナ大聖堂管財官及びタラゴナ大聖堂司教座聖堂参事会員他
- 1491年9月、パンプローナ司教

### 大司教・枢機卿時期

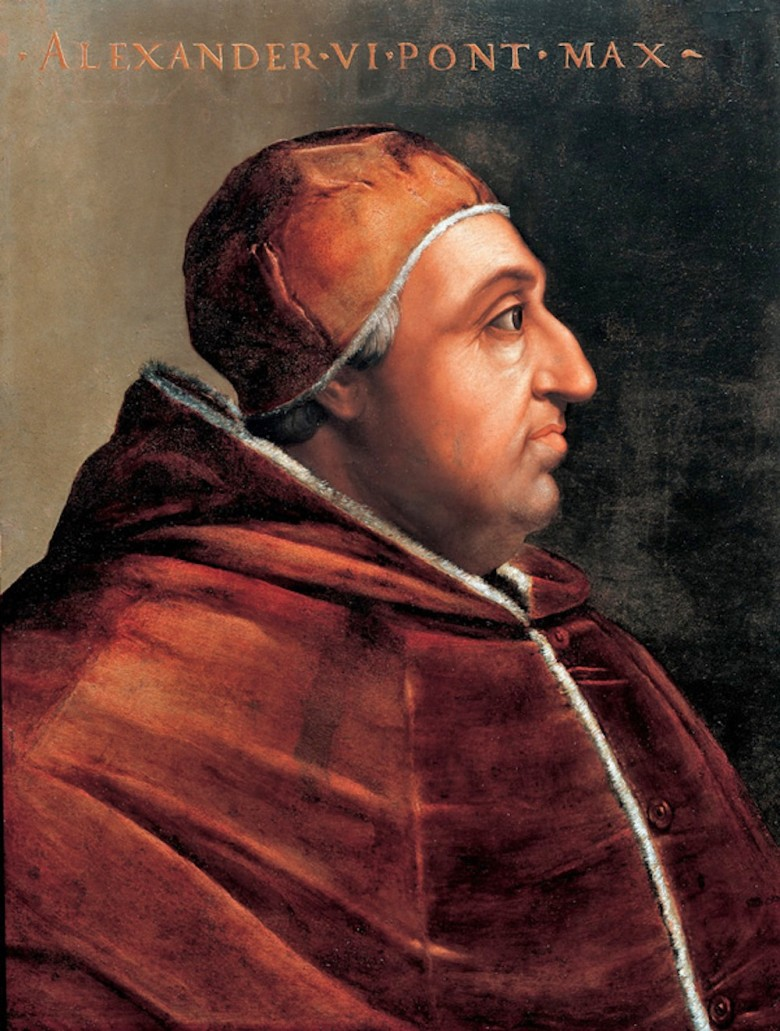
アレクサンデル6世

1492年8月に父ロドリーゴがアレクサンデル6世として教皇の座を得たこの年に、チェーザレはバレンシア大司教として異例の抜擢を受けた。1493年9月に開かれた枢機卿会議において、アレクサンデル6世は会議の賛同を得て、チェーザレをバレンシア枢機卿に任命した。これにより、アレクサンデル6世が教会内での自らのボルジア家の後継者を暗示する形となった。
1494年、フランス国王シャルル8世は、アレクサンデル6世に教皇選挙で敗れたジュリアーノ・デッラ・ローヴェレ（後の教皇ユリウス2世）らフランスへ逃れた枢機卿や、ミラノ公国のルドヴィーコ・スフォルツァ（イル・モーロ）らと共謀し、王位継承問題が浮上していた親ボルジア派のナポリ王国の王位継承権の行使（ナポリ王家と縁戚関係にあった）を主張して、フランス軍をイタリアへと侵攻させた（イタリア戦争）。フランスがミラノやフェラーラ等のイタリア諸国の協力も取り付けていたこともあり、ナポリ軍は敗北、フランス軍はルッカ、シエーナ等を押さえた。有力なイタリア諸邦であったフィレンツェ共和国もロレンツォ・デ・メディチ死後のメディチ家の内紛状態により余力を失っていたことから、同年12月31日にシャルル8世は難なくバチカンへの入城を果たした。この際に、チェーザレはアレクサンデル6世の特使として、シャルル8世との間を行き来したと伝わっている。
1495年1月、シャルル8世とアレクサンデル6世が「バチカンが預かっていたオスマン帝国の帝位継承者でもあったジェムの身柄をフランスが引き受けること」や「チェーザレをフランス軍の元に置くこと」等の内容の協定を結んだことから、チェーザレはバチカンを退去するフランス軍と共に南下してナポリ王国の占領にも立ち会う格好となったが、同月中にチェーザレはフランス軍の隙を見て、逃亡に成功した。以降、アレクサンデル6世はイタリア諸国と同盟を結んで、フランス軍へ対峙した。この間のチェーザレはローマに滞在したともされるが、その動向は掴み難い。
1497年6月、ボルジア家の旧領にあたるガンディアの公爵と教皇軍最高司令官を兼任していたフアン・ボルジアがピアッツァ・デッラ・ジュディッカ（ローマ市内のゲットー）で殺害される事件が起こった。フアンと激しい敵対関係にあった枢機卿アスカーニオ・スフォルツァ (イル・モーロの弟) やグイドバルド・ダ・モンテフェルトロ（ウルビーノ公）らと共に、チェーザレもフアンの殺害犯として噂された。これによってボルジア家の政治や軍事部門を担当する人物が消える事となった。フランチェスコ・グイチャルディーニは自著で、アレクサンデル6世がフアンを溺愛したことにチェーザレが嫉妬したのが主たる原因としている。なお、フアン殺害の同時期にフィレンツェの修道士ジロラモ・サヴォナローラの破門がアレクサンデル6世より公表された。

### フランス滞在期

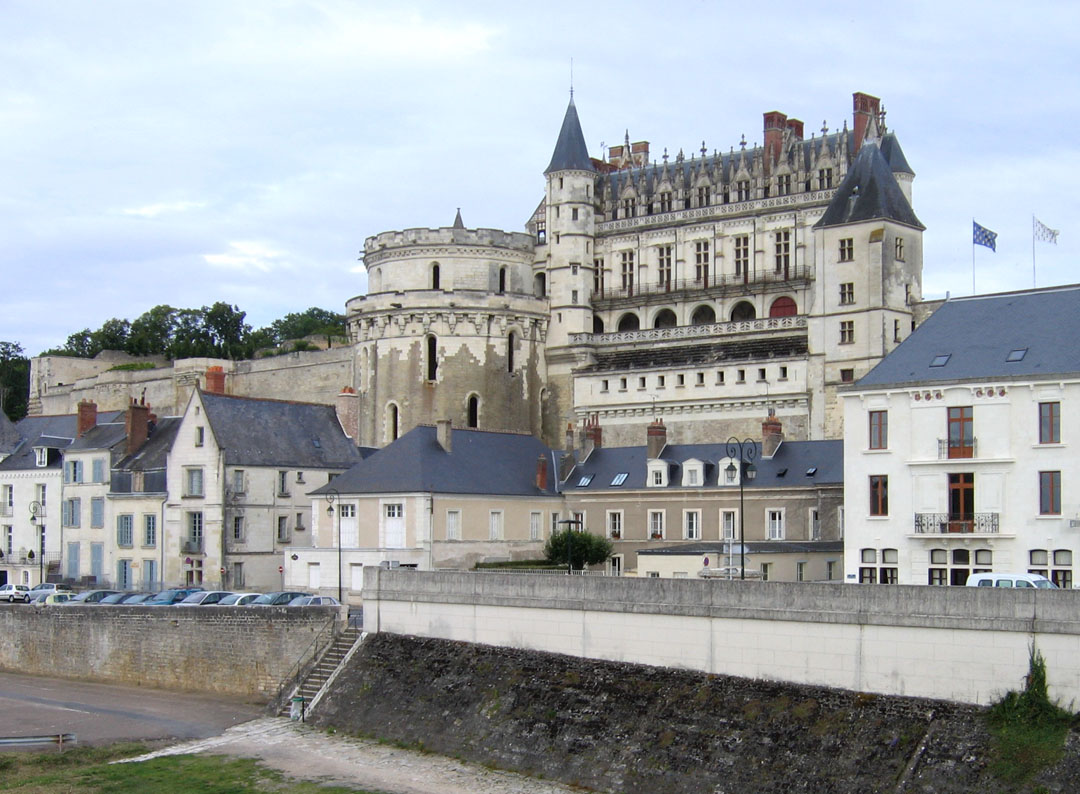
アンボワーズ城

1498年7月、枢機卿会議においてチェーザレは「枢機卿及びバレンシア大司教の地位を返上する」と表明し、会議において全会一致で承認された。これに先立って、アレクサンデル6世とフランス国王ルイ12世（チェーザレとも因縁があったシャルル8世は1498年4月に死亡）は、「チェーザレにヴァランス等の公爵として領土を与えること」「チェーザレの要望に応じて軍事的な支援を行うこと」「聖ミカエル騎士団（モン・サン＝ミシェルで知られる）の騎士の称号を与えること」等の協定を結び、10月に協定履行の為に腹心のミケロット・コレッラらと共にフランスへ渡って、しばらくの間フランス国内に滞在することとなる。
10月12日にマルセイユ到着後は、教皇特使としての業務を終えた後、自らの領土ヴァランスを始め、アヴィニョン、リヨン等を訪れた。
1499年5月、ルイ12世の後ろ盾もあって、チェーザレはナバーラ王フアン3世の妹シャルロット・ダルブレと結婚し、アンボワーズ城で挙式を行った。その後、聖ミカエル騎士団の騎士にも叙され、フランス王家との養子縁組も行って、以降チェーザレはチェーザレ・ボルジア・ディ・フランチア（César Borgia de Francia, セザール・ボルジア・ド・フランシア）と称することとなった。全ての儀式を終えたチェーザレは、「ヴァランス公爵」（ヴァレンティーノ公爵）としてフランス軍に参加するためにミラノへ向けてフランスを出立した。
シャルロットとの生活はチェーザレが7月にフランス国外へ出るまでの2か月に過ぎなかったが、翌年5月17日に娘ルイーザが生まれた。ミラノ公国とフランスの戦いはあっさりと決着がついて、10月にチェーザレはフランス軍と共にミラノへ入城した。

### イーモラ・フォルリ征服

イタリア勢力図（1494年）

1499年11月、アレクサンデル6世の宣戦布告を受けて、チェーザレはフランスからの応援部隊（ルイ12世との協約による）及びスイスやスペイン、イタリア各地のコンドッティエーレ（傭兵）から構成された15,000の兵を率いて、カテリーナ・スフォルツァの治めるイーモラ及びフォルリへ向けて進軍した。カテリーナはチェーザレの侵攻前に教皇アレクサンデル6世宛に毒薬入りの手紙を送ったものの、アレクサンデル6世には届かずに未遂に終わったと伝わっている。なお、カテリーナはチェーザレの侵攻を前に自らの子供や財産をフィレンツェに送った上で、防戦に向けた準備に入ったが、国内は親チェーザレ・反チェーザレに2分された。
結局、イーモラでは一部の砦で抵抗があったものの、チェーザレは陥落させて、イーモラを手中に収めた。12月、フォルリへ到着したチェーザレはフォルリ近郊の砦に籠城するカテリーナ軍への攻撃を開始した。カテリーナは激しく抵抗したが、2か月にわたる戦闘の末に最後はチェーザレ軍がカテリーナを捕縛した事で、勝利を収めた。裏切り者による仕業とも示唆されている。
1500年2月、チェーザレは軍の一部を率いてローマへ入城。同時期に行われた謝肉祭にて、チェーザレ自身の先の戦功に関連付ける形で、11頭立ての馬車から構成された古代ローマのガイウス・ユリウス・カエサルが行った凱旋式と同様の催しを挙行した。3月、バチカンにてアレクサンデル6世は、イーモラとフォルリの統治権をチェーザレに与えることを公布すると共に、チェーザレを教会軍総司令官に任命した。7月、ルクレツィアの夫であったビシェーリエ公アルフォンソ・ダラゴーナが何者かによって襲撃される事件（8月に死去）が発生した。フランスと微妙な関係にあったナポリ王家の一員であったアルフォンソの死によって、最も利益を得る立場にあったチェーザレが真犯人として疑われたものの、真相は闇の中に消える事となった。

### ロマーニャ公爵
1500年8月、チェーザレは内紛状態にあったチェゼーナを、軍を動かすことなく手に入れた。更にアレクサンデル6世によりマラテスタ家（Malatesta, リミニ）、マンフレディ家（ファエンツァ）、スフォルツァ家（ペーザロ）を破門・宣戦布告したことを受けて、チェーザレはイーモラ攻撃時と同様にフランスの応援部隊及び傭兵から成る12,000の兵を率いて、リミニへ向けて進軍した。10月、リミニを支配していたパンドルフォ4世マラテスタがチェーザレ到着を前にチェーザレに降伏を申し出て国外へ退去し、チェーザレはリミニへの無血入城を果たした。続いてペーザロへ進軍したが、ペーザロを支配していたジョヴァンニ・スフォルツァ（チェーザレの妹ルクレツィアの最初の夫であったが、「性的不能による婚姻の未遂行」を理由に婚姻の無効が宣告されていた）もチェーザレ到着前に遁走しており、やはり無血入城を果たした。更にファーノへ向かって進軍しこれを降伏させた。
11月、アストール3世マンフレディを当主とするファエンツァに到着したが、ファエンツァはチェーザレの降伏勧告を拒否して抵抗する姿勢を示した。ファエンツァの抵抗は激しく、チェーザレの再三にわたる攻撃を退けたものの、1501年4月にアストールの命を保証することを条件にファエンツァはチェーザレに降伏した。後にアストールはローマへ送られ、1502年1月にサンタンジェロ城で暗殺された。ファエンツァ陥落を受けて、アレクサンデルはチェーザレをロマーニャ公爵に任じた。

### ウルビーノ等征服
1501年5月、チェーザレはフィレンツェ共和国との国境沿いまで進軍したが、アレクサンデル6世の要請やルイ12世の仲裁もあってフィレンツェ攻略を断念し、資金面での提供を受けること等を条件として和約を結んだが、チェーザレがフィレンツェを去った後を任されたヴィテロッツォ・ヴィテッリは、フィレンツェ南方のキアーナ渓谷一帯を略奪すると共に同地区での反乱を煽動した。6月、ルイ12世の要請により、ナポリ王国攻略を目指すフランス軍にチェーザレは協定に基づいて参加した。カプアの攻撃を任されたチェーザレは、7月に陥落させた。なお、フランス軍は8月までにナポリ全土を征服しており、ナポリ王家（アラゴン家）は没落することとなった。
1501年9月、ナポリ王家の結びつきを背景としてローマ近郊に勢力を保っていたコロンナ家やサヴェッリ家が、アラゴン家の没落により影響力を失いつつあったことから、これらを駆逐するべく、チェーザレはカステル・ガンドルフォ等のコロンナ家の所領を攻撃してこれを征服し、ボルジア家（及び教皇領）の所領に組み入れた。同じく9月、フィレンツェの南にあるピオンビーノを攻撃してこれを征服した。12月、フェラーラ公アルフォンソ1世・デステとルクレツィアの結婚式が行われ、これによりフェラーラからの脅威が抑えられることとなった。1502年5月にピサ、6月にアレッツォを影響下に収めた。
1502年6月、チェーザレはそれまでの戦争で傭兵としてチェーザレ軍として従軍していたウルビーノ公国を電撃的に包囲した。ウルビーノ公グイドバルド・ダ・モンテフェルトロは抵抗することなくマントヴァへと落ち延び、チェーザレはウルビーノに入城した。また、ウルビーノ攻略と同時期にフィレンツェ政府の使節としてフランチェスコ・ソデリーニとマキャヴェッリがチェーザレと会談し、ヴィテロッツォによるキアーナ渓谷一帯での行為について抗議し、チェーザレはヴィテロッツォを呼び戻す代わりにフィレンツェから年間傭兵料を受け取ることで協定を結んだ。
ウルビーノ征服の後、サンマリノ共和国がチェーザレに降伏した。カメリーノのシニョーレであったジュリオ・チェーザレ・ダ・ヴァラーノ (Giulio Cesare da Varano) は抵抗したものの、カメリーノも陥落した。チェーザレはジュリオ及びその3人の息子ヴィンツェンツォ (Vincenzo) 、アンニバーレ (Annibale) 、ピッロ (Pirro) を処刑した。なお、7月から8月にかけてレオナルド・ダ・ヴィンチがチェーザレの許を訪れた。
一方でミラノにて、ペーザロのジョヴァンニ・スフォルツァやウルビーノのグイドバルド、カメリーノ・ヴァラーノ一族 (en) で唯一生き残ったジャンマリーア (Giovanni Maria da Varano) らがマントヴァ侯爵フランチェスコ2世・ゴンザーガを中心として、ルイ12世にチェーザレの「横暴」に対して対処するように請願したものの、ルイ12世はチェーザレとの関係を優先する事を表明したため、「反チェーザレ同盟」の構想は瓦解した。また、この際に同盟の中心であったフランチェスコ2世の息子とチェーザレの娘・ルイーズの婚約が決まった。その後、チェーザレは自身の統治する「ロマーニャ公国」の首都機能を次の標的ともされたボローニャとの国境沿いのイーモラへ移した。

### マジョーネの乱
1502年10月、チェーザレ軍の内部の傭兵隊長（コンドッティエーレ）らがチェーザレに対して反旗を翻した。なお、反乱に参加したメンバーは
- ヴィテロッツォ・ヴィテッリ（チッタ・ディ・カステッロのシニョーレ（僭主））
- パオロ・オルシーニ（イタリア語版） (オルシーニ家)
- フランチェスコ・オルシーニ（イタリア語版） (グラヴィーナ公, オルシーニ家)
- ジャンパオロ・バリオーニ（英語版） (ペルージャのシニョーレ)
- オリヴェロット・ダ・フェルモ（イタリア語版） (フェルモのシニョーレ)

の5名が中心であり、いずれもチェーザレ軍に参加していたコンドッティエーレであった。その他、シクストゥス4世の時期に枢機卿となったジョヴァンニ・バッティスタ・オルシーニ、シエーナ共和国の僭主パンドルフォ・ペトゥルッチ 、ボローニャの僭主ジョヴァンニ2世ベンティヴォーリョ、チェーザレに国を追われた元ウルビーノ公グイドバルド・ダ・モンテフェルトロ、ジャンマリーア（カメリーノ、ヴァラーノ家）らが参加。後に反乱軍が最初に会合を開いたマジョーネ（ペルージャ領内、トラジメーノ湖畔にある寒村。会合自体は9月に行われた）の名を採って一連の事件を「マジョーネの乱」と称することとなる。
グイチャルディーニは反乱が起こった理由について、「（反乱者は）チェーザレの際限のない支配欲を恐れ、反乱者達の領土が全て教会領に属することから、将来チェーザレから攻撃される可能性を恐れたため」としている。
反乱軍（「マジョーネ連合」）はウルビーノで決起して、旧ウルビーノ公国領土を制圧した。更にベンティヴォーリオ率いるボローニャが反乱に呼応して、チェーザレが滞在するイーモラへ向けて進軍した。反乱軍が制圧したウルビーノでグイドバルドが、カメリーノでジャンマリーノがそれぞれ当主に復帰した。10月17日にフォッソンブローネでオルシーニ軍がチェーザレ軍を打ち破り、チェーザレ軍のミケロット・コレッラは敗走、ウーゴ・ディ・カルドナは捕虜となった。
当初の戦局を優位に進めた反乱軍であったが、反チェーザレを標榜した反乱軍内部の意思疎通は欠けていた。ヴィテロッツォやオルシーニ党がチェーザレ軍に属した時期にフィレンツェを攻撃した件をフランス王から弁明を求められたにも拘らずこれを黙殺したことから、フランスはチェーザレ側へと組した。また、その他の周辺の諸国（フィレンツェ等）からもチェーザレが暗黙の支持を取り付けたことや軍事面での増強を進めたことに加えて、教皇軍最高司令官としてアレクサンデル6世の威光をバックとしていることもあって、反乱軍の一部は独自でチェーザレとの和睦交渉を行った。まとまった和睦内容を巡って、ヴィテロッツォらとパオロ・オルシーニらが激しく対立し、オルシーニ一族らが個別にチェーザレとの和睦に調印するなど、結束は崩れた。グイドバルドは再びウルビーノから亡命せざるを得なくなり、ジャンマリーノはチェーザレとの交渉によってカメリーノを退去することで合意した。ボローニャはチェーザレと個別に傭兵契約を結んだことで、反乱軍から距離を置いた。反乱から約1ヵ月後にマキャヴェッリがフィレンツェ政府に対して「チェーザレが勝利するに違いないと考えている」との内容の書簡を送っており、チェーザレ優位に事態は進みつつあった。
1502年12月26日、チェーザレの側近としてロマーニャ公国内の内政を任されていたラミーロ・デ・ロルカの真っ二つに斬られた遺体が、チェゼーナの広場で発見された。この事件について、マキャヴェッリは「ロルカの冷酷な統治によって領内の民衆が反感を抱いていたのをチェーザレが察知し、冷酷な統治はチェーザレの施策ではなく、ロルカの人間性によるものと思わせるために行った」と論じている。

### シニガッリア事件
1502年12月31日、チェーザレは反乱側の5人のコンドッティエーレから、反乱軍が既に制圧していたシニガッリア（Sinigaglia、現：セニガッリア）で交渉を持ちかけられ、チェーザレおよび病を理由に欠席したバリオーニ以外の4人のコンドッティエーレが、シニガッリアへ軍を率いて集合した。チェーザレは穏和な態度で4人と相対して油断させ、4人が自軍から離れてシニガッリアの城内に入ったところを、ミケロットらに命じて捕縛させた。これと同時に、4人が率いた軍をチェーザレは攻撃して、これらを壊走させた。
尋問の後にヴィテロッツォ及びオリヴェロットはそれぞれ「教皇に自らの罪業の大赦を願いたい」「ヴァレンティーノ公に反逆したのはヴィテロッツォが唆したためである」の言葉を残し、反逆罪によってその場で処刑された。パオロ及びフランチェスコは即時に処刑はされず、ローマでチェーザレの弟ホフレらが指揮を取る教皇軍がジョヴァンニ・バッティスタ・オルシーニやフィレンツェ大司教リナルド・オルシーニらを逮捕すると共にオルシーニ一党を討伐したのを聞いた後、1503年1月18日にカステッロ・デラ・ピエーヴェでパオロらを処刑した。なお、ジョヴァンニ・バッティスタは後に獄死、リナルドは釈放された。
チェーザレは1503年1月より、反乱に加担した一味の壊滅を掲げて進軍、ヴィテロッツォの本拠地チッタ・ディ・カステッロを陥落させ、チェーザレの誅殺から逃れたバリオーニの本拠地ペルージャでは反乱の失敗に絶望したバリオーニが逃走して、ペルージャはチェーザレへの降伏を願い出た。更にシエナもチェーザレの圧力に屈して、パンドルフォ・ペトゥルッチはフランスへと落ち延びていった（ペトゥルッチはルイ12世の干渉により1503年3月にシエナのシニョリーアへ復帰した）。バリオーニやグイドバルドもフランスへ逃れた。なお、フェルモはチェーザレの攻撃に晒されなかった。その後、ローマへ進軍してオルシーニ党の勢力を攻撃したが、フランス寄りのオルシーニ家の処遇を巡ってチェーザレはフランスと対立、その後の暗転へつながることとなった。

### 暗転、捕縛
1503年7月、チェーザレは軍を率いてローマへ入ったが、8月にアレクサンデル6世と共に原因不明の重病に陥った。現在ではマラリアに感染したとの説が有力であるが、グイチャルディーニやヤーコプ・ブルクハルトは「毒入りワインを飲んだことが原因である」としている。8月18日、アレクサンデル6世が死去したものの、チェーザレはいまだ病の床におり、状況の変化への機敏な対応が出来なかった。この機を捉えて、グイドバルドやバリオーニらが元々の領土の当主の座に戻った一方で、イーモラやフォルリはカテリーナ・スフォルツァの帰還を拒んでチェーザレにつくことを示した。
アレクサンデル6世の後継教皇となったピウス3世は即位後1か月弱で死去、ピウス3世の後継となったのはかつて父と教皇の座を激しく争ったジュリアーノ・デッラ・ローヴェレ（ユリウス2世）であった。その際にチェーザレは「教皇軍最高司令官」及び「ロマーニャ公」の地位の確保をユリウス2世と密約して、教皇就任を後押しした。11月、チェーザレはローマからロマーニャへの帰路についたが、密約を反故にしたユリウス2世の命によってチェーザレは捕縛され、ローマへと移送されることとなった。なお、この時のチェーザレの判断をマキャヴェッリは「誤った選択をし、チェーザレが破滅した最終的な原因となった」と記している。12月、ミケロット・コレッラ率いる軍勢がフィレンツェ共和国軍と戦ったものの敗北し、ミケロットは捕虜となった。

### 最期

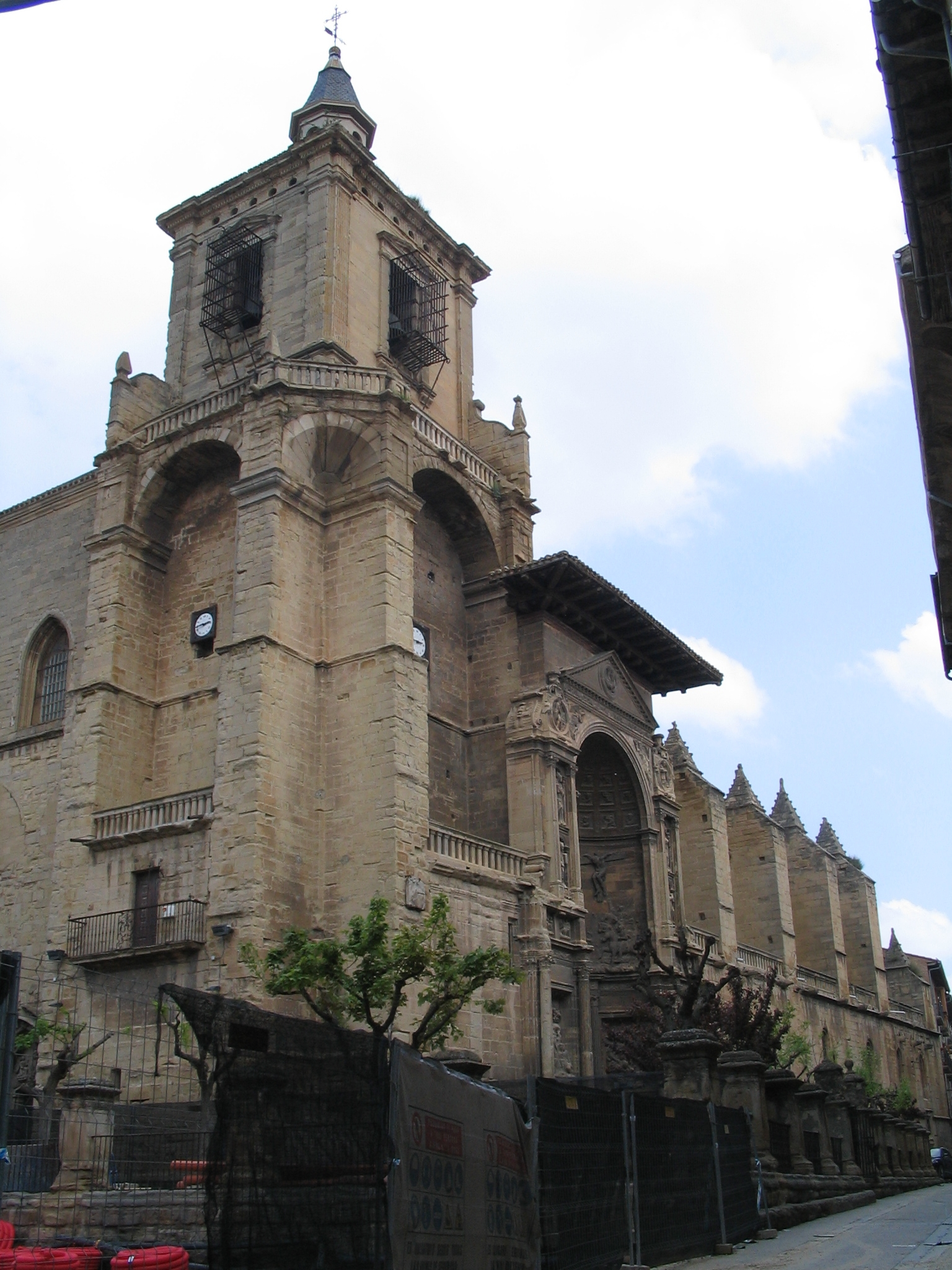
サンタ・マリア教会

1504年2月、いまだ抵抗を続けるチェーザレの旧領のイーモラやチェゼーナの降伏をチェーザレが命じることと引き換えに、チェーザレを釈放することで、ユリウス2世と合意した。4月にチェーザレはナポリへ向かった。ナポリは当時カスティーリャ＝アラゴン（スペイン）がフランスに代わって支配していたが、変心したユリウス2世とスペインの間の密約により、チェーザレは再び虜囚の身となった。
1504年8月、弟フアンの殺害容疑でチェーザレはスペインへと移送され、当初はアルバセーテ近郊、その後バリャドリッド近郊のメディーナ・デル・カンポにあるモタ城に収監された。なお、この間にルイ12世はチェーザレに与えたフランス国内の領土を没収した。
1506年10月、チェーザレは収監されていたモタ城を脱出して、スペイン軍の追っ手を避けながら2か月の逃避行の末に、12月3日に義兄フアン3世の統治するナバーラ王国へと逃れることに成功した。1507年3月、ナバーラ王国とスペインとの戦闘でナバーラ軍の一部隊を率いてチェーザレは参戦したものの、この戦いで戦死した。チェーザレの遺体はビアナにあるサンタ・マリア教会に埋葬された。
なお、娘のルイーザはブルボン家の庶子の家系の1つブルボン＝ビュッセ家に嫁ぎ、チェーザレの死後もその血脈は保たれることとなった。

## エピソード

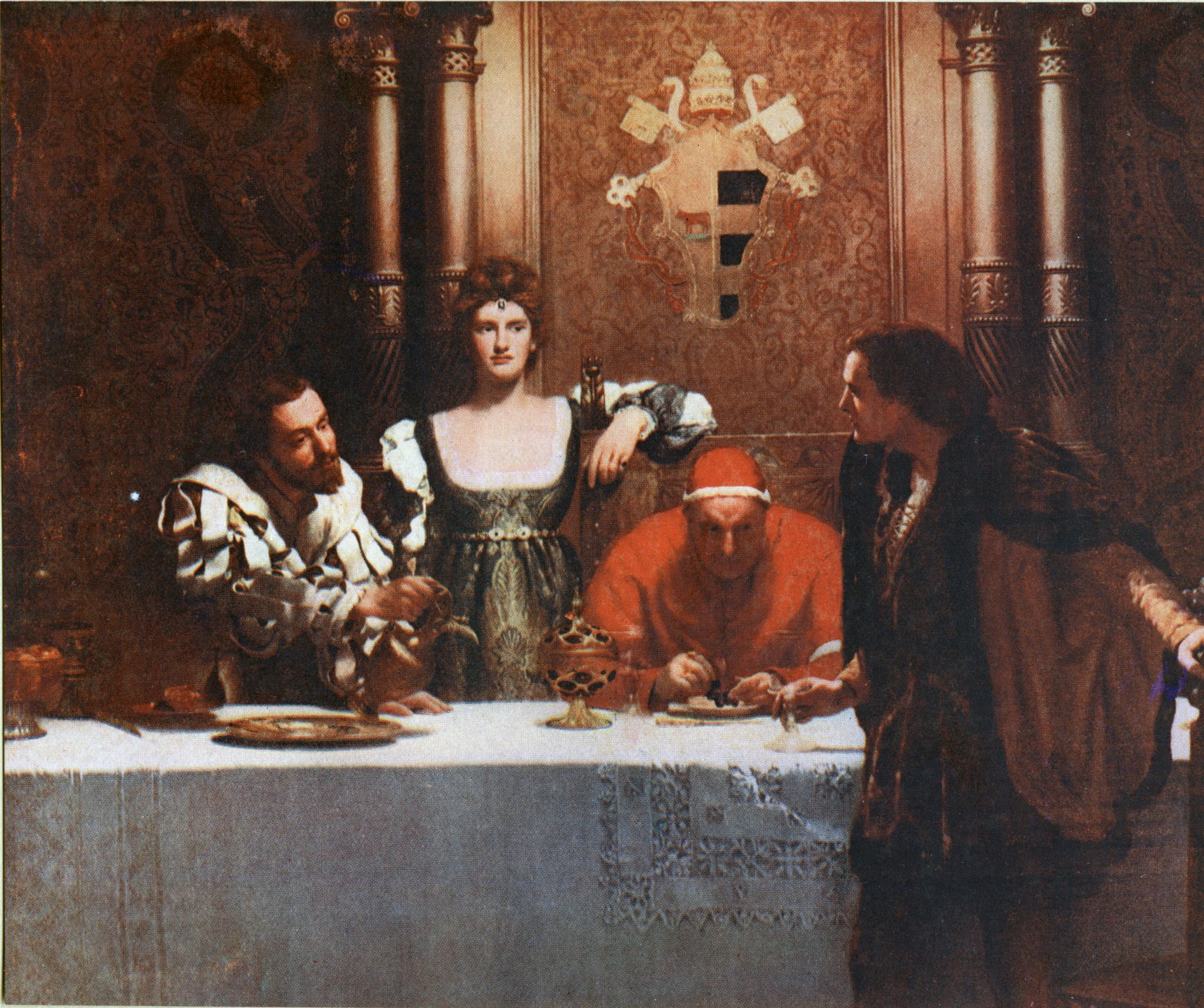
『チェーザレ・ボルジアとワイングラス』（1893年）ジョン・コリア作。左からチェーザレ・ボルジア、ルクレツィア・ボルジア、教皇アレクサンデル6世、そして空のグラスを持つ若者。若者はワインに毒が入っているのではないかと疑っている。この絵はボルジア家は陰謀的であるという一般に広く知られる見方を表現している。

- チェーザレにとって、父であるアレクサンデル6世の権威と財政的援助が最も大きな後ろ盾であったことは確かであり、アレクサンデル6世自身も教皇の権力に匹敵する勢力を持っていたコロンナ家やオルシーニ家を打倒することにチェーザレの勢力を活用した。なお、アレクサンデル6世は生前、次期教皇について「ヴェネツィア出身者かチェーザレの意に沿った人物が良い」とヴェネツィア共和国の使節へ語ったと伝えられる[38]。

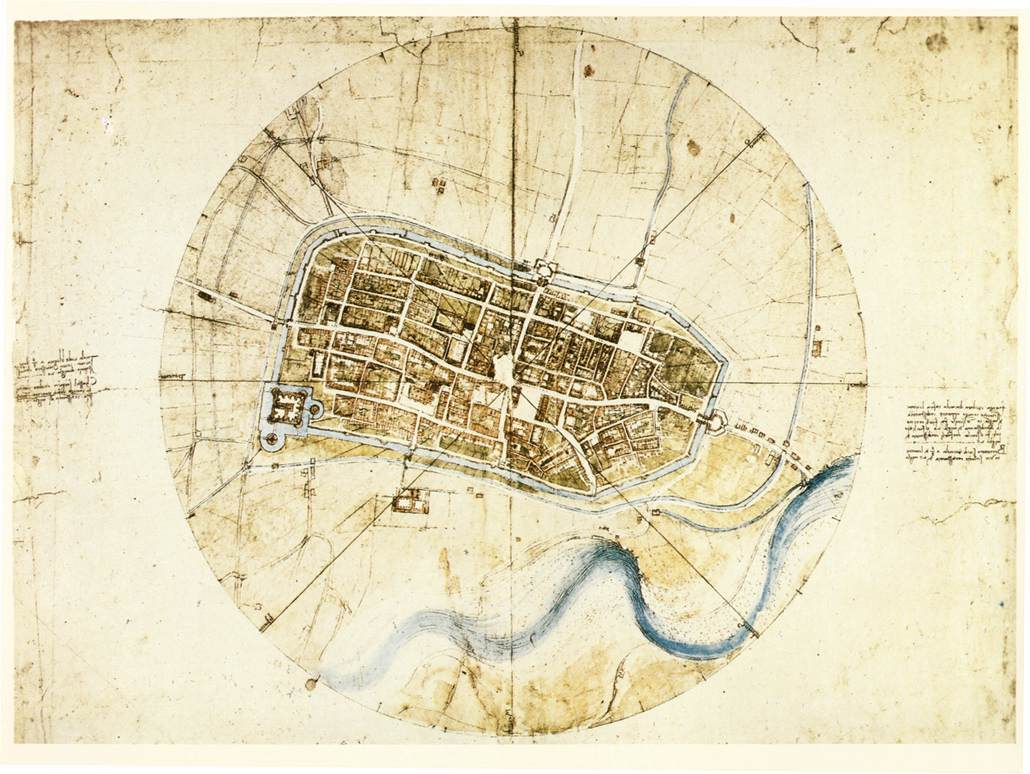
ダ・ヴィンチが描いたイーモラ市街の地図

- レオナルド・ダ・ヴィンチは長らくにわたってルドヴィーコ・スフォルツァをパトロンとして活動していたものの、イル・モーロが没落した後の1502年8月から8か月ほどの間、建築技術監督兼軍事顧問としてチェーザレの軍と行動を共にした。レオナルドはウルビーノ、ペーザロ、チェゼーナ等に滞在した後、チェーザレが本拠地としていたイーモラに入って、ロマーニャ公国の防衛体制の施策を練った。チェーザレはレオナルドを「最も親しい友人」として、ロマーニャ公国内の通行許可証を与えている。一方のレオナルドは新兵器のデッサンやイーモラでの研究結果のスケッチ画、チェーザレの肖像らしきデッサン等を残したものの、チェーザレ個人に対する評は残していない[39]。
- 16世紀の詩人エルコレ・ストロッツィ（英語版）はチェーザレに対する追悼の詩を書いている。要約すると「あらゆる希望をボルジア家出身の2人の教皇にかけ、次いでチェーザレは神から約束された人物であったとするが、結局は1503年に破滅に至った」というものである[40]。なお、ストロッツィはルクレツィアと親密な関係であったとされるが、チェーザレの死から1年後の1508年にフェラーラで刺殺された。

## 評価
ニッコロ・マキャヴェッリはフィレンツェ共和国から派遣され、チェーザレとの交渉の最前線に立ち、チェーザレの行動をつぶさに観察していた。マキャヴェッリは、チェーザレの死後、外国に蹂躙されるイタリアの回復を願い、統治者の理想像をフィレンツェのメディチ家に献言するため『君主論』を執筆した。マキャヴェッリは『君主論』の中で、「チェーザレは高邁な精神と広大な目的を抱いて達成するために自らの行動を制御しており、新たに君主になった者は見習うべき」とし、「野蛮な残酷行為や圧政より私達を救済するために神が遣わした人物であるかのように思えた」と記した。
上記は、マキャヴェッリによるチェーザレの評であると共に「マキャヴェリズム」を表す文章となる。チェーザレはマキャヴェリズムを具現化した代表格として位置づけられており、これがチェーザレの印象にもつながっている。
フランチェスコ・グイチャルディーニは、チェーザレについて「裏切りと肉欲と途方も無い残忍さを持った人物」とした一方、当時のフィレンツェの国情の混乱振りとの対比で「支配者として有能であり、兵士にも愛されていた人物」と評している。
19世紀の歴史家ヤーコプ・ブルクハルトは、「ボルジア家秘伝の毒」と呼ばれたカンタレラ等によって自らの地位を脅かすような政敵や教会関係者を次々と粛清してはその財産を没収したことや「シニガッリア事件」での対応を挙げて、チェーザレを「大犯罪者」や「陰謀者」、「血に飢えて飽く事を知らず、人を破滅する事に悪魔的な喜びを感じる性質」と評した。

## ボルジア家家系図
|           |           |           |           |                                    |                                    |                                    |                                    |                                    |                                    |              |              |              |              |          |          |            |            |            |            |            |            |                        |                        |                        |                        |                        |                        |                 |                 |                 |                 |              |              |                                                   |                                                   |                                                   |                                                   |                                                   |                                                   |                   |                   |                   |                   |        |        |        |        |                |                |                |                |                |                |    |    |    |    |  |  |  |  |  |  |
|           |           |           |           |                                    |                                    |                                    |                                    |                                    |                                    |              |              |              |              |          |          |            |            |            |            |            |            |                        |                        |                        |                        |                        |                        |                 |                 |                 |                 |              |              |                                                   |                                                   |                                                   |                                                   |                                                   |                                                   |                   |                   |                   |                   |        |        |        |        |                |                |                |                |                |                |    |    |    |    |  |  |  |  |  |  |
|           |           |           |           |                                    |                                    |                                    |                                    |                                    |                                    |              |              |              |              |          |          |            |            |            |            |            |            |                        |                        |                        |                        | カリストゥス3世        | カリストゥス3世        | カリストゥス3世 | カリストゥス3世 | カリストゥス3世 | カリストゥス3世 |              |              | イサベル ルガール・イ・トーレ・デ・カナルス女領主 | イサベル ルガール・イ・トーレ・デ・カナルス女領主 | イサベル ルガール・イ・トーレ・デ・カナルス女領主 | イサベル ルガール・イ・トーレ・デ・カナルス女領主 | イサベル ルガール・イ・トーレ・デ・カナルス女領主 | イサベル ルガール・イ・トーレ・デ・カナルス女領主 |                   |                   | ホフレ            | ホフレ            | ホフレ | ホフレ | ホフレ | ホフレ |                |                |                |                |                |                |    |    |    |    |  |  |  |  |  |  |
|           |           |           |           |                                    |                                    |                                    |                                    |                                    |                                    |              |              |              |              |          |          |            |            |            |            |            |            |                        |                        |                        |                        | カリストゥス3世        | カリストゥス3世        | カリストゥス3世 | カリストゥス3世 | カリストゥス3世 | カリストゥス3世 |              |              | イサベル ルガール・イ・トーレ・デ・カナルス女領主 | イサベル ルガール・イ・トーレ・デ・カナルス女領主 | イサベル ルガール・イ・トーレ・デ・カナルス女領主 | イサベル ルガール・イ・トーレ・デ・カナルス女領主 | イサベル ルガール・イ・トーレ・デ・カナルス女領主 | イサベル ルガール・イ・トーレ・デ・カナルス女領主 |                   |                   | ホフレ            | ホフレ            | ホフレ | ホフレ | ホフレ | ホフレ |                |                |                |                |                |                |    |    |    |    |  |  |  |  |  |  |
|           |           |           |           |                                    |                                    |                                    |                                    |                                    |                                    |              |              |              |              |          |          |            |            |            |            |            |            |                        |                        |                        |                        |                        |                        |                 |                 |                 |                 |              |              |                                                   |                                                   |                                                   |                                                   |                                                   |                                                   |                   |                   |                   |                   |        |        |        |        |                |                |                |                |                |                |    |    |    |    |  |  |  |  |  |  |
|           |           |           |           |                                    |                                    |                                    |                                    |                                    |                                    |              |              |              |              |          |          |            |            |            |            |            |            | ヴァノッツァ・カタネイ | ヴァノッツァ・カタネイ | ヴァノッツァ・カタネイ | ヴァノッツァ・カタネイ | ヴァノッツァ・カタネイ | ヴァノッツァ・カタネイ |                 |                 |                 |                 |              |              |                                                   |                                                   |                                                   |                                                   | アレクサンデル6世                                 | アレクサンデル6世                                 | アレクサンデル6世 | アレクサンデル6世 | アレクサンデル6世 | アレクサンデル6世 |        |        |        |        |                |                |                |                | 女             | 女             | 女 | 女 | 女 | 女 |  |  |  |  |  |  |
|           |           |           |           |                                    |                                    |                                    |                                    |                                    |                                    |              |              |              |              |          |          |            |            |            |            |            |            | ヴァノッツァ・カタネイ | ヴァノッツァ・カタネイ | ヴァノッツァ・カタネイ | ヴァノッツァ・カタネイ | ヴァノッツァ・カタネイ | ヴァノッツァ・カタネイ |                 |                 |                 |                 |              |              |                                                   |                                                   |                                                   |                                                   | アレクサンデル6世                                 | アレクサンデル6世                                 | アレクサンデル6世 | アレクサンデル6世 | アレクサンデル6世 | アレクサンデル6世 |        |        |        |        |                |                |                |                | 女             | 女             | 女 | 女 | 女 | 女 |  |  |  |  |  |  |
|           |           |           |           |                                    |                                    |                                    |                                    |                                    |                                    |              |              |              |              |          |          |            |            |            |            |            |            |                        |                        |                        |                        |                        |                        |                 |                 |                 |                 |              |              |                                                   |                                                   |                                                   |                                                   |                                                   |                                                   |                   |                   |                   |                   |        |        |        |        |                |                |                |                |                |                |    |    |    |    |  |  |  |  |  |  |
|           |           |           |           |                                    |                                    |                                    |                                    |                                    |                                    |              |              |              |              |          |          |            |            |            |            |            |            |                        |                        |                        |                        |                        |                        |                 |                 |                 |                 |              |              |                                                   |                                                   |                                                   |                                                   |                                                   |                                                   |                   |                   |                   |                   |        |        |        |        |                |                |                |                |                |                |    |    |    |    |  |  |  |  |  |  |
| フアン3世 | フアン3世 | フアン3世 | フアン3世 | フアン3世                          | フアン3世                          |                                    |                                    | シャルロット                       | シャルロット                       | シャルロット | シャルロット | シャルロット | シャルロット |          |          | チェーザレ | チェーザレ | チェーザレ | チェーザレ | チェーザレ | チェーザレ |                        |                        | フアン                 | フアン                 | フアン                 | フアン                 | フアン          | フアン          |                 |                 | ルクレツィア | ルクレツィア | ルクレツィア                                      | ルクレツィア                                      | ルクレツィア                                      | ルクレツィア                                      |                                                   |                                                   | ホフレ            | ホフレ            | ホフレ            | ホフレ            | ホフレ | ホフレ |        |        | ペドロ・ルイス | ペドロ・ルイス | ペドロ・ルイス | ペドロ・ルイス | ペドロ・ルイス | ペドロ・ルイス |    |    |    |    |  |  |  |  |  |  |
| フアン3世 | フアン3世 | フアン3世 | フアン3世 | フアン3世                          | フアン3世                          |                                    |                                    | シャルロット                       | シャルロット                       | シャルロット | シャルロット | シャルロット | シャルロット |          |          | チェーザレ | チェーザレ | チェーザレ | チェーザレ | チェーザレ | チェーザレ |                        |                        | フアン                 | フアン                 | フアン                 | フアン                 | フアン          | フアン          |                 |                 | ルクレツィア | ルクレツィア | ルクレツィア                                      | ルクレツィア                                      | ルクレツィア                                      | ルクレツィア                                      |                                                   |                                                   | ホフレ            | ホフレ            | ホフレ            | ホフレ            | ホフレ | ホフレ |        |        | ペドロ・ルイス | ペドロ・ルイス | ペドロ・ルイス | ペドロ・ルイス | ペドロ・ルイス | ペドロ・ルイス |    |    |    |    |  |  |  |  |  |  |
|           |           |           |           |                                    |                                    |                                    |                                    |                                    |                                    |              |              |              |              |          |          |            |            |            |            |            |            |                        |                        |                        |                        |                        |                        |                 |                 |                 |                 |              |              |                                                   |                                                   |                                                   |                                                   |                                                   |                                                   |                   |                   |                   |                   |        |        |        |        |                |                |                |                |                |                |    |    |    |    |  |  |  |  |  |  |
|           |           |           |           | フィリップ・ド・ブルボン＝ビュッセ | フィリップ・ド・ブルボン＝ビュッセ | フィリップ・ド・ブルボン＝ビュッセ | フィリップ・ド・ブルボン＝ビュッセ | フィリップ・ド・ブルボン＝ビュッセ | フィリップ・ド・ブルボン＝ビュッセ |              |              | ルイーザ     | ルイーザ     | ルイーザ | ルイーザ | ルイーザ   | ルイーザ   |            |            |            |            |                        |                        | フアン                 | フアン                 | フアン                 | フアン                 | フアン          | フアン          |                 |                 |              |              |                                                   |                                                   |                                                   |                                                   |                                                   |                                                   |                   |                   |                   |                   |        |        |        |        |                |                |                |                |                |                |    |    |    |    |  |  |  |  |  |  |
|           |           |           |           | フィリップ・ド・ブルボン＝ビュッセ | フィリップ・ド・ブルボン＝ビュッセ | フィリップ・ド・ブルボン＝ビュッセ | フィリップ・ド・ブルボン＝ビュッセ | フィリップ・ド・ブルボン＝ビュッセ | フィリップ・ド・ブルボン＝ビュッセ |              |              | ルイーザ     | ルイーザ     | ルイーザ | ルイーザ | ルイーザ   | ルイーザ   |            |            |            |            |                        |                        | フアン                 | フアン                 | フアン                 | フアン                 | フアン          | フアン          |                 |                 |              |              |                                                   |                                                   |                                                   |                                                   |                                                   |                                                   |                   |                   |                   |                   |        |        |        |        |                |                |                |                |                |                |    |    |    |    |  |  |  |  |  |  |
|           |           |           |           |                                    |                                    |                                    |                                    |                                    |                                    |              |              |              |              |          |          |            |            |            |            |            |            |                        |                        |                        |                        |                        |                        |                 |                 |                 |                 |              |              |                                                   |                                                   |                                                   |                                                   |                                                   |                                                   |                   |                   |                   |                   |        |        |        |        |                |                |                |                |                |                |    |    |    |    |  |  |  |  |  |  |
|           |           |           |           |                                    |                                    |                                    |                                    |                                    |                                    |              |              |              |              |          |          |            |            |            |            |            |            |                        |                        | フランシスコ           |                        |                        |                        |                 |                 |                 |                 |              |              |                                                   |                                                   |                                                   |                                                   |                                                   |                                                   |                   |                   |                   |                   |        |        |        |        |                |                |                |                |                |                |    |    |    |    |  |  |  |  |  |  |